# لیستون کولاکو
لیستون کولاکو (انگلیسی: Liston Colaco؛ زادهٔ ۱۲ نوامبر ۱۹۹۸) بازیکن فوتبال است.
از باشگاه‌هایی که در آن بازی کرده‌است می‌توان به باشگاه فوتبال سالگائوکار اشاره کرد.
وی همچنین در تیم ملی فوتبال هند بازی کرده‌است.